# 2000 Herschel
Herschel (asteroide 2000) é um asteroide da cintura principal, a 1,6746605 UA. Possui uma excentricidade de 0,2970119 e um período orbital de 1 342,96 dias (3,68 anos).
Herschel tem uma velocidade orbital média de 19,29760195 km/s e uma inclinação de 22,74792º.
Esse asteroide foi descoberto em 29 de Julho de 1960 por Joachim Schubart.